# Aeropuerto Internacional de Heraclión Nikos Kazantzakis
El Aeropuerto Internacional de Heraclión Nikos Kazantzakis (en griego: Κρατικός Αερολιμένας Ηρακλείου / 
“Νίκος Καζαντζάκης”) (código IATA: HER - código ICAO: LGIR), es el principal aeropuerto de la isla de Creta y de la ciudad de Heraclión en Grecia y es el segundo con más tráfico de Grecia después del Aeropuerto de Atenas. Se encuentra a unos 5 km al este del centro de la ciudad de Heraclión, cerca del municipio de Nea Alikarnassos. Es una instalación de uso civil y militar compartido
El aeropuerto lleva el nombre de Nikos Kazantzakis, un escritor y filósofo nativo de Heraclión, . El aeropuerto es el principal y más transitado de Creta, que sirve a Heraclión (Ηράκλειο), Ágios Nikolaos (Άγιος Νικόλαος), Malia (Mάλλια), Quersoneso (Χερσόνησος), Stalida (Σταλίδα), Elounda (Ελούντα) y otros centros turísticos.
Opera tanto vuelos nacionales, como vuelos a los principales puntos de Europa.

## Historia
El aeropuerto abrió por primera vez en marzo de 1939. Entonces no era más que un pedazo de tierra agrícola. El primer avión (un Junkers Ju-52) trajo a los primeros pasajeros. Durante la Segunda Guerra Mundial, las operaciones cesaron, pero en el otoño de 1946 el tráfico regresó con la introducción de los aviones Douglas DC-3.
En un primer momento, el aeropuerto sólo ofrecía un servicio muy básico, con unas instalaciones primitivas, en forma de tres tiendas de campaña, con humo para determinar la velocidad del viento y lámparas para la iluminación de la pista durante tormentas.
En 1947, se construyó la primera (pequeña) terminal. Hellenic Airlines inició los vuelos comerciales en 1948. En ese momento, se transportaron un total de 4.000 personas. En el año 1953 se construyó una pista pavimentada que inicialmente era de 1850 metros de largo y orientada como 09/27. El próximo evento importante sucedió en 1954, cuando un avión cuatrimotor DC-4 aterrizó por primera vez en el aeropuerto. En ese año, el tráfico del aeropuerto ascendió a 18.000 pasajeros. De 1957 en adelante, Olympic Airways empezó a utilizar el aeropuerto, comenzando los servicios con la aeronave DC-6.
De 1968 a 1971, se amplía la pista de 2.680 metros y se construyó una nueva terminal y otras instalaciones, consiguiendo con ello un nuevo aeropuerto. El 18 de marzo de 1971, British Airways operó el primer vuelo chárter desde el extranjero. 
El nuevo aeropuerto en sí fue inaugurado oficialmente el 5 de mayo de 1972.

### Nuevo aeropuerto
Durante los meses de verano se convierte en un aeropuerto muy congestionado. Durante este período no es raro que los pasajeros esperen en la cola de facturación fuera de la terminal. Por lo tanto, se ha planeado la construcción de un nuevo aeropuerto en Kastelli Pediados. El coste de este aeropuerto será de aproximadamente mil millones de €. Cuando el nuevo aeropuerto está en funcionamiento, el aeropuerto existente dejará de operar. El nuevo aeropuerto será adyacente a la base aérea ya existente y requerirá nuevas carreteras, agua y proyectos de saneamiento, incluyendo la reubicación de los asentamientos ubicados dentro de la pista de aterrizaje propuesta (Archangelos y Roussochoria).
La construcción de una nueva carretera conectará el aeropuerto con la autopista a lo largo de la costa norte de Creta, en el barrio de Quersoneso. Cuando se haya terminado, la distancia desde la ciudad de Heraclión al nuevo aeropuerto será de aproximadamente 40 kilómetros. Se han presentado quejas por la falta de una nueva carretera que una el nuevo aeropuerto con la costa sur de Creta.
Este es un proyecto muy ambicioso con un presupuesto de 1.200 millones de € en costes de construcción solamente que, junto con los costes de compra , incluyendo préstamos y otros gastos, llegará a 1.500 millones de €.

### Principales eventos
| Año       | Evento                                                                         |
| --------- | ------------------------------------------------------------------------------ |
| 1973–1975 | Construcción de hangares de aviones y vías de servicio                         |
| 1988      | Inauguración de las nuevas salas de salidas y llegadas de extranjeros (900 m²) |
| 1992      | Finalización de la nueva sala de llegadas extranjeras                          |
| 1994      | Funcionamiento de la nueva sala de embarque de extranjeros (2.000 m²)          |
| 1996      | Finalización de la expansión del aeropuerto, con 11.700 m²                     |
| 1997      | Funcionamiento de la nueva sala de salidas de extranjeros (5.000 m²)           |
| 2005      | Finalización de la expansión del aeropuerto, con 18.985 m²                     |

## Instalaciones
La aerolínea Bluebird Airways tiene su sede central en el aeropuerto.

## Aerolíneas y destinos
| Aerolíneas                              | Destinos |
| --------------------------------------- | --- |
| Aegean Airlines                         | Atenas Estacional: Ámsterdam, Berlin–Brandeburgo, Burdeos, Brest, Copenhague, Deauville, Düsseldorf, Estambul–Sabiha Gökçen, Frankfurt, Ginebra, Larnaca, London–Gatwick, Lyon, Marseille, Metz/Nancy, Milán-Malpensa, Munich, Nantes, París-Charles de Gaulle, Praga, Roma-Fiumicino, Stuttgart, Tel Aviv–Ben Gurion, Toulouse, Viena, Venecia, Zürich |
| Alitalia                                | Estacional: Milán-Linate, Roma–Fiumicino |
| Air France                              | Aeropuerto de Paris-Charles de Gaulle |
| Austrian Airlines                       | Estacional: Viena |
| British Airways                         | Estacional: Londres–Gatwick |
| Brussels Airlines                       | Estacional: Bruselas |
| Condor                                  | Estacional: Berlin–Schönefeld, Düsseldorf, Frankfurt, Hamburgo, Hannover, Leipzig/Halle, Mánchester, Munich, Stuttgart |
| Corendon Dutch Airlines                 | Estacional: Ámsterdam, Bruselas |
| easyJet                                 | Estacional: Bristol, Edimburgo, Londres–Gatwick, Londres–Luton, Mánchester |
| easyJet Europe                          | Estacional: Berlín–Schönefeld, Hamburg, Milán-Malpensa, París-Charles de Gaulle |
| easyJet Switzerland                     | Estacional: Ginebra |
| Edelweiss Air                           | Estacional: Zürich |
| Eurowings                               | Estacional: Düsseldorf |
| Finnair                                 | Estacional: Helsinki |
| Germania Flug                           | Estacional: Zürich |
| Jet2.com                                | Estacional: East Midlands, Edimburgo, Glasgow, Leeds/Bradford, Mánchester, Newcastle upon Tyne |
| Lufthansa                               | Estacional: Munich |
| Luxair                                  | Estacional: Luxemburgo |
| Mistral Air                             | Estacional: Nápoles |
| Norwegian Air Shuttle                   | Estacional: Copenhague, Estocolmo-Arlanda, Helsinki, Oslo–Gardermoen |
| Olympic Air operado por Aegean Airlines | Tesalónica Estacional: Rodas |
| Sky Express                             | Atenas, Kos, Rodas Estacional: Quíos, Cárpatos, Mitilene, Volos |
| SmartWings operado por Travel Service   | Estacional: Brno, Budapest, Debrecen, Ostrava, Praga Bratislava |
| Swiss International Air Lines           | Estacional: Ginebra |
| Transavia                               | Estacional: Ámsterdam, Eindhoven |
| Transavia France                        | Estacional: Lyon, Nantes, París-Orly |
| TUI Airlines Netherlands                | Estacional: Ámsterdam |
| TUI Airways                             | Estacional: Birmingham, Cardiff, East Midlands, Glasgow, London–Gatwick, Londres–Stansted, Manchester, Newcastle upon Tyne |
| TUI fly Belgium                         | Estacional: Bruselas, Charleroi, Lieja, Ostende/Brujas |
| TUIfly                                  | Estacional: Basel/Mulhouse, Cologne/Bonn, Düsseldorf, Frankfurt, Hannover, Karlsruhe/Baden-Baden, Leipzig/Halle, Munich, Nuremberg, Saarbrücken, Viena |
| Tus Airways                             | Estacional: Larnaca |
| Volotea                                 | Estacional: Bari, Nápoles, Palermo, Venecia |
| Vueling                                 | Estacional: Barcelona, Catania, Roma–Fiumicino |
| Wizz Air                                | Estacional: Budapest |

## Tráfico y estadísticas
Ver fuente y consulta Wikidata.
Estadísticas del tráfico aeroportuario por año
| Año  | Operaciones | Pasajeros | Variación pasajeros (%) |
| ---- | ----------- | --------- | ----------------------- |
| 2001 | 39.290      | 5.046.726 | -2,0                    |
| 2002 | 36.664      | 4.791.729 | -5,1                    |
| 2003 | 39.523      | 4.833.507 | +0,9                    |
| 2004 | 38.170      | 4.712.508 | -2,5                    |
| 2005 | 38.266      | 4.932.911 | +4,7                    |
| 2006 | 43.740      | 5.345.652 | +8,4                    |
| 2007 | 46.012      | 5.438.369 | +1,7                    |
| 2008 | 45.280      | 5.437.068 | -0,02                   |
| 2009 | 44.842      | 5.052.840 | -7,1                    |
| 2010 | 42.396      | 4.907.337 | -2,9                    |
| 2011 | 44.520      | 5.292.687 | +7,9                    |
| 2012 | 40.856      | 5.076.329 | -4,6                    |
| 2013 | 43.544      | 5.792.429 | +14,7                   |
| 2014 | 43.637      | 6.019.296 | +5,2                    |
| 2015 | 43.970      | 6.057.355 | +0,5                    |
| 2016 | 47.804      | 6.865.681 | +13,3                   |
| 2017 | 50.754      | 7.480.408 | +9,0                    |